# La prima neve
Pour plus de détails, voir Fiche technique et Distribution.
La prima neve est un film réalisé par Andrea Segre et sorti en 2013.
Le film a été présenté à la Mostra de Venise 2013.

## Synopsis
Le Togolais Dani émigre en Italie et va vivre près de Pergine, dans la vallée des Mochènes. Là, il établit un lien fort avec les habitants du lieu, en particulier avec le petit Michele Fongher.

## Fiche technique
- Titre original : La prima neve
- Réalisation : Andrea Segre
- Scénario : Andrea Segre, Marco Pettenello (it)
- Costumes : Silvia Nebiolo
- Photographie : Luca Bigazzi
- Montage : Sara Zavarise
- Musique : Piccola Bottega Baltazar (it)
- Production : Francesco Bonsembiante, Marco Paolini
- Société(s) de production : Jolefilm, Rai Cinema, Trentino Film Commission, Ministère des Biens et Activités culturels et du Tourisme, Trentino Marketing, Tasci
- Société(s) de distribution : Parthenos
- Pays d'origine :  Italie
- Langue originale : italien
- Format : couleur
- Genre : drame
- Durée : 104 minutes
- Dates de sortie :
  - Italie : 17 octobre 2013

## Distribution
- Matteo Marchel : Michele Fongher
- Jean-Christophe Folly : Dani
- Anita Caprioli : Elisa
- Giuseppe Battiston : Fabio
- Peter Mitterrutzner (de) : Pietro Fongher
- Paolo Pierobon (it) : Gus
- Sadia Afzal : Sadia
- Leonardo Paoli : Leo
- Lorenzo Pintarelli : Platzer

## Récompenses et distinctions
- 2013 : Festival du film italien d'Annecy : Grand prix fiction et Prix du public
- 2014 : Festival del cinema di Porretta Terme (it) : Prix du public, section Fuori dal giro[2]